# シャイリリー
シャイリリー（Shylily）は、オランダのバーチャルYouTuber、Twitchストリーマー。

## 特徴
シャチとして個人で活動しているバーチャルYouTuberであり、2022年1月10日に新モデルが公開されると共に活動を本格化させた。モデルは2wintailsが手掛けた。陽気で明るい性格であり、下ネタを交えたトークで好評を博している。
活動は実況プレイや歌ってみたも行っているが、雑談を主としており、コラボも重視していないという。

## 人物
元々は外食産業で働いており、自分の店を持つことを目指していた。その頃のシャイリリーにとって配信は空いた時間に趣味でやるものだった。しかし、パンデミックにより失業したため、その頃流行っていたVTuberをやってみようと思い立った。

## 歴史
2022年8月にシャイリリーは3日間Twitchのチャンネルを凍結された。凍結の原因は彼女の性的に思わせぶりな言動と布面積の小さいビキニを身に着けた新しいモデルではないかと推測されたが、Twitchは凍結の理由を公式に明らかにしなかった。
2023年10月24日、プロジェクト メロディなどと共にFilianとコラボレーションした。
2023年11月、グッドスマイルカンパニーはシャイリリーのねんどろいど化を発表した。

## 反応
2022年にシャイリリーは9番目に視聴された女性Twitchストリーマーとなっている。9月に行われたYouTubeでの初配信では、同時接続者は32万人となり、4番目に多くのスーパーチャットを獲得したVTuberとなった
シャイリリーは2023年12月16日にVTuber賞の雑談VTuber賞を受賞し、ストリーマー賞 2023のベストVTuber賞にノミネートされた。